# Imagawayaki
L'Imagawayaki (今川焼き?) è un dessert giapponese. Si trova spesso in vendita nei banchi dei matsuri ed è consumato abitualmente anche a Taiwan (dove prende il nome di chēlún bǐng 車輪餅 o hóngdòu bǐng 紅豆餅). Viene preparato mettendo della pastella in una particolare padella — simile alla piastra per la preparazione dei waffle — e farcito con anko secondo la ricetta tradizionale. Con il tempo si sono diffuse molte varianti che prevedono un'ampia varietà di ripieni: crema alla vaniglia, creme e confetture di frutta, curry, carne, verdura, patate e maionese.
Gli imagawayaki sono simili ai dorayaki, ma questi ultimi sono composti da due pancake tra i quali viene inserito il ripieno dopo la cottura e spesso vengono serviti freddi.
Questi dolci furono venduti per la prima volta nei pressi del ponte Imagawabashi a Kanda nell'era An'ei (anni 1772 - 1781) del periodo Edo; il nome imagawayaki per indicare i dolci nasce in questa occasione.

## I vari nomi degli imagawayaki

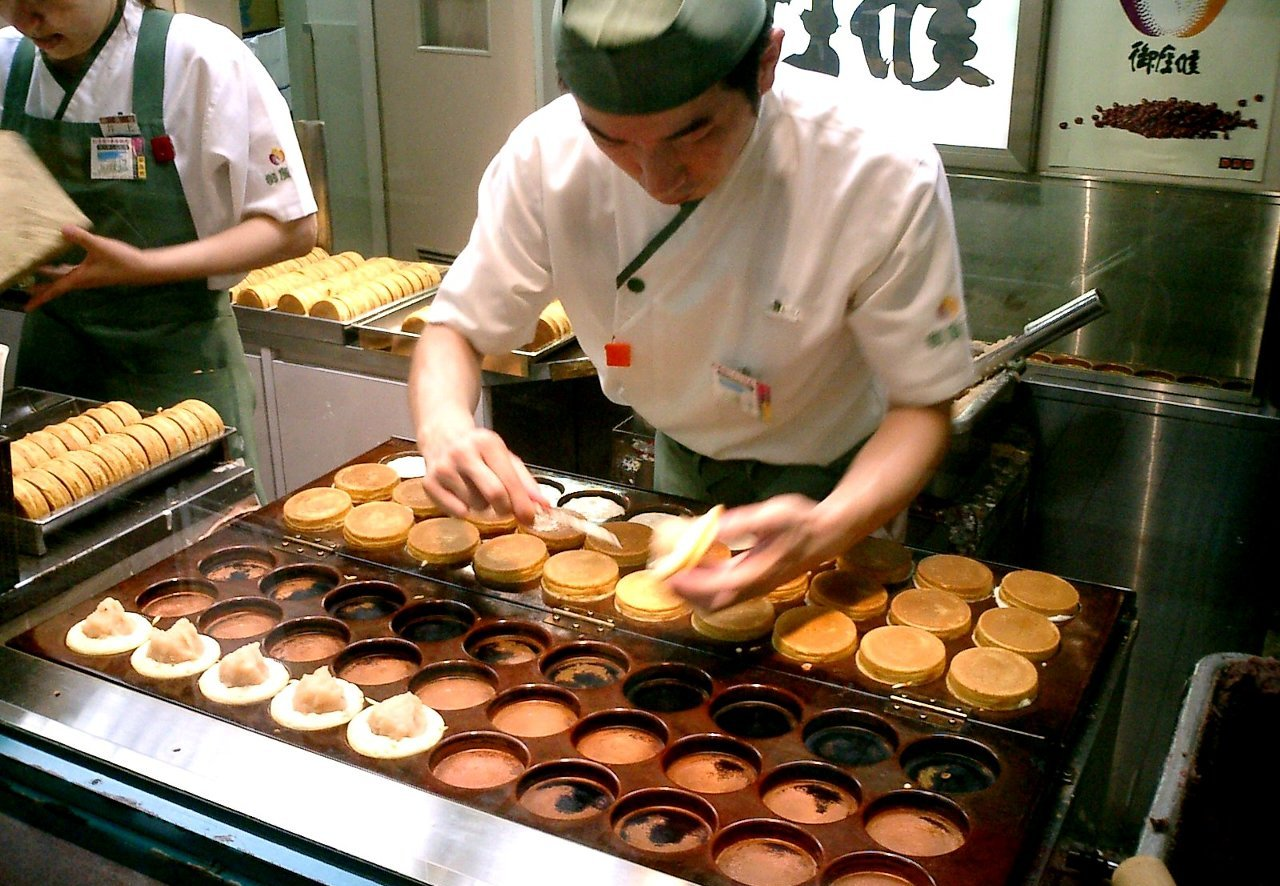
La preparazione degli imagawayaki (del tipo gozasōrō) in un negozio posto in Sannomiya, un distretto di Kōbe

Gli imagawayaki assumono vari nomi che variano a seconda delle zone di produzione, delle ditte che li vendono o del periodo storico:

### Per area geografica
- Ōban-yaki (大判焼き?) — utilizzato prevalentemente nel Kansai
- Kaiten-yaki (回転焼き?) o Kaiten manjū (回転饅頭?) — utilizzato prevalentemente nel Kansai e nel Kyūshū
- Nijū-yaki (二重焼き?)
- Koban-yaki (小判焼き?)
- Gishi-yaki (義士焼き?)
- Tomoe-yaki (巴焼き?)
- Taiko-yaki (太鼓焼き?) o Taiko manjū (太鼓饅頭?)
- Bunka-yaki (文化焼き?)
- Taishō-yaki (大正焼き?)
- Jiyū-yaki (自由焼き?)
- Fūfu manjū (夫婦饅頭?) o Fū man (フーマン?)
- Oyaki (おやき?) — usato in alcune località della Prefettura di Aomori e in Hokkaidō; differisce dallo "oyaki" che si trova nella Prefettura di Nagano perché quest'ultimo è uno gnocco di grano saraceno fermentato
- Kintsuba (きんつば?) — usato in alcune località della Prefettura di Niigata e della Prefettura di Fukushima

### Per produttore
- Gozasōrō (御座候?) — è il nome assegnato al dolce dalla Gozasōrō, società fondata nel 1950 a Himeji. Il nome deriva da un'espressione arcaica che significa "grazie per l'acquisto".[3]
- Higiri-yaki (ひぎりやき?) — è il nome assegnato al dolce dalla Sawai Honpo, società della Prefettura di Ehime. Il nome prende origine dall'Higiri jizō che si trova nei pressi della stazione Matsuyama a Ehime.[4]

### Storici e non più usati
- Fukkō-yaki (復興焼き? lett. "gli yaki della ricostruzione") — in una canzone scritta per celebrare la ricostruzione seguente il Grande terremoto del Kantō del 1923 si afferma che gli imagawayaki presero il nome di fukkōyaki.[5]